# Miguel de Calasanz
Miguel de Calasanz, o Calazans (Buenos Aires, 6 de marzo de 1910 - Buenos Aires, 29 de agosto de 1985) fue un empresario, productor, autor, libretista y director teatral, televisivo y radial argentino, hermano del crítico de cine León Bouché. Su esposa fue la vedette y actriz francesa Paulette Christian, quien se suicidó en Argentina en 1967.

## Filmografía
Fue un director que trascendió tanto en la pantalla chica como en los medios radiofónicos y el cine. 
Como guionista:
- ¡Qué rico el mambo! (1952)
- ¡Qué noche de casamiento! (1953)
- Acorralada (1953)[3]

Como dialoguista: Cartas de amor en 1951
Como autor: Romeo y Julita en 1954
Como argumentista: La niña de fuego en 1952

## Televisión
En la pantalla chica tuvo una importante intervención en sus múltiples profesiones:
A principios de 1950 dirigió   Con el pie izquierdo, con María Esther Gamas, Raúl Rossi y Pepe Soriano, con libreto de los hermanos Hugo Sofovich y Gerardo Sofovich.
En 1951 escribió Teleteatro del Suspenso que se emitió hasta 1952, encabezada por Ana María Campoy y José Cibrián.
En 1952 hizo Rumba rica, y el famoso programa Tropicana Club que se emitió por largo tiempo y que tenía como principal consigna "llevar el Maipo a las casas". Pasaron por él famosas figuras del ambiente artístico como la cantante Beba Bidart, el músico  Aníbal Troilo, el comediante Dringue Farías y la vedette Lilián del Río, entre muchos otros. También hizo ese año el teleteatro, El fantasma de la Opera / El fantasma, protagonizado por Raissa Bignardi y Luis Alberto Negro.
En 1953 escribió por Canal 7 durante los tres meses en que estuvo el programa en el aire, Peter Fox vuelve o Peter Fox ha vuelto, con un elenco en el que estaban Miguel Dante, Luis Sorel, María Aurelia Bisutti y la actriz de radioteatro Julia Giusti'. También escribió en ese año los programas: Telefamilia, con la actuación de Tincho Zabala; y Misterios en la historia del mundo.
En 1954 escribió el programa Mis personajes, dirigida por Carlos Alberto Colasurdo. Con un elenco formado por Mario Passano, Ana Lassalle, Vicente Ariño, Santiago Gómez Cou, Elena Lucena, Gloria Guzmán, Amelia Bence, Enrique Serrano, Rosa Rosen, Fernando Siro, Iris Marga, María Aurelia Bisutti y Malisa Zini. En ese año también hace Como me lo contaron (de poca duración), La madre de la novia con Pedro Aleandro, María Luisa Robledo y Norma Aleandro, Páginas inolvidables,El Special del 9 y  Super Show 7.
En 1955 escribió los teleteatros  Tres valses, El hijo de la hija y La madre de la novia, esta última con Pedro Aleandro, María Luisa Robledo y Norma Aleandro.
En 1956 escribe Mi pie izquierdo, interpretado por María Esther Gamas, Raúl Rossi y Pepe Soriano. También hace Chinelas, programa protagonizado por Claudia Fontán, Américo Sanjurjo y Enrique Fava. También presenta Comedias musicales con Alberto Dalbés, Diana Ingro y Ángel Eleta.
En 1956 y 1957 hace Comedias musicales .
Trabajó en Bohemia y en Noches elegantes, en 1958 escribió Él, ella y los otros con Raúl Rossi y Paulette Christian,
En 1959 vino La azafata enamorada, una telenovela que transmitió Canal 7, protagonizada por Paulette Christian, Julián Bourges y Luis Dávila.
En 1961 hizo Cuando los años son pocos junto a Esmeralda Berart, Rodolfo Ranni, Raúl Rossi, Carlos Pamplona y Julio Gini.
En 1962 escribe el teleteatro Mamá, papá y Popoff.
En 1968 fue designado director artístico del canal oficial.

## Radio
Escribió en 1957 el radioteatro ¡Son cosas de esta vida!, interpretado por Raúl Rossi, Nelly Meden y Amalia Sánchez Ariño. Hizo el programa radial Sonrisas y melodías, con Patricia Castell, Rodolfo Cueto, Virginia Luque, Perla Márquez y Reinaldo Mompel.
En Radio El Mundo hizo Peter Fox lo sabía, historias diarias noveladas de un detective al estilo de Sherlock Holmes, interpretado por José Tresenza y Paulette Christian. Y luego Silvia Linares, periodista, personificada por María Concepción César junto con el actor José Tresenza.
Trabajó para la Productora General Belgrano y otras populares emisoras; fue productor de radio Sonrisas, y fue directivo de LR1, donde se destacó el periodista y locutor Iván Grondona.

## Teatro
En 1963 escribió y dirigió la obra Un ruiseñor cantaba, estrenada en el Teatro Florida, en la que trabajaron Nathan Pinzón, Amadeo Novoa, Paulette Christian y Fernando Heredia.